# يوشيكازو كوتاني
يوشيكازو كوتاني (باليابانية: 小谷嘉一؛ بالكانا: こたに よしかず) هو مغني وعارض وممثل ياباني، ولد في 25 مارس 1982 في طوكيو في اليابان.

## أعمال

### أفلام
- (2006) يوكي

## وصلات خارجية
- الموقع الرسمي
- يوشيكازو كوتاني على موقع IMDb (الإنجليزية)
- يوشيكازو كوتاني على موقع أول موفي (الإنجليزية)
- يوشيكازو كوتاني على موقع قاعدة بيانات الفيلم (الإنجليزية)
- يوشيكازو كوتاني على موقع كينوبويسك (الروسية)
- يوشيكازو كوتاني على موقع ANN person (الإنجليزية)